# Abelardo Bonilla Baldares
Abelardo Bonilla Baldares (Cartago, 5 de diciembre de 1898 - San José, 19 de enero de 1969) fue un político e intelectual costarricense, vicepresidente de la República de 1958 a 1962.

## Formación académica
Cursó estudios en la Escuela de Derecho de Costa Rica. 

## Principales cargos públicos
Miembro de la comisión redactora del proyecto de Constitución Política de Costa Rica de 1949, diputado propietario por la provincia de San José (1949-1953), Presidente de la Asamblea Legislativa de Costa Rica (1952-1953), primer vicepresidente de la República (1958-1962). Ejerció interinamente la presidencia de la República en 1961.

## Actividad intelectual y docente
Ingresó a la Academia Costarricense de la Lengua en 1955 (Silla G).  
Fue profesor fundador de la Universidad de Costa Rica. Impartió lecciones en varias escuelas y fue director de la Cátedra de Historia de la Cultura en los Estudios Generales (1957-1964). Profesor visitante de la Universidad de Kansas.

## Honores y reconocimientos
- Premio Nacional Aquileo J. Echeverría en ensayo (1967)
- Benemérito de la Patria (1978)
- Tanto un colegio de Heredia, como el auditorio de la Facultad de Derecho de la Universidad de Costa Rica llevan su nombre

## Principales obras
- La crisis del humanismo (1934)
- El valle nublado (1944)
- Introducción a una axiología jurídica (1957)
- Conocimiento, verdad y belleza (1958)
- Historia y antología de la literatura costarricense (1957)
- América y el pensamiento poético de Rubén Darío (1967)